# Problema del movimiento del imán y del conductor

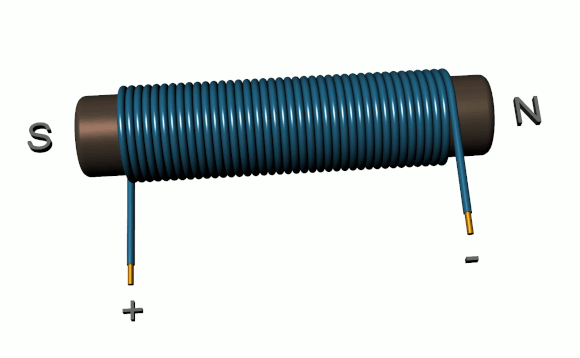
Un solenoide (cable conductor de color azul) se puede mover con respecto a la barra imantada (imán de color negro), al igual que el imán se puede mover con respecto al solenoide. La teoría de la relatividad especial concilia el resultado de ambos movimientos relativos de acuerdo con las leyes de Maxwell

El problema del movimiento del imán y del conductor es un famoso experimento mental ideado a finales del siglo XIX, que aborda la interacción entre electromagnetismo clásico y relatividad especial. En él se calcula la corriente en un conductor eléctrico que se mueve con velocidad constante v con respecto a un imán en el sistema de referencia inercial del imán y en el del conductor. La cantidad observable en el experimento, la corriente, es la misma en ambos casos, de acuerdo con el principio de relatividad básico, que establece que: "Sólo el movimiento relativo es observable; no existe un estándar de reposo absoluto". Sin embargo, según las ecuaciones de Maxwell, las cargas en el conductor experimentan una fuerza magnética según el sistema de referencia del imán y una fuerza eléctrica según el sistema de referencia del conductor. Un mismo fenómeno parecería tener dos descripciones diferentes según el marco de referencia del observador.
Este problema, junto con el experimento de Fizeau, la aberración de la luz y, más indirectamente, los ensayos negativos sobre la existencia del éter (como el experimento de Michelson y Morley), formaron la base del desarrollo de la teoría de la relatividad por parte de Einstein.

## Introducción
El artículo Einstein de 1905 que presentó al mundo la relatividad comienza con una descripción del problema imán/conductor:

Se sabe que la electrodinámica de Maxwell, tal como se entiende actualmente, aplicada a los cuerpos en movimiento, conduce a asimetrías que no parecen inherentes a los fenómenos. Tomemos, por ejemplo, la acción electrodinámica recíproca de un imán y un conductor. El fenómeno observable aquí depende solo del movimiento relativo del conductor y del imán, mientras que la visión habitual establece una clara distinción entre los dos casos en los que uno u otro de estos cuerpos está en movimiento. Porque si el imán está en movimiento y el conductor en reposo, en las proximidades del imán se genera un campo eléctrico con una determinada energía, que produce una corriente en los lugares donde se encuentran las partes del conductor. Pero si el imán está estacionario y el conductor en movimiento, no surge ningún campo eléctrico en las proximidades del imán. En el conductor, sin embargo, encontramos una fuerza electromotriz, a la que en sí misma no hay energía correspondiente, pero que da lugar –suponiendo igualdad de movimiento relativo en los dos casos discutidos– a corrientes eléctricas de la misma trayectoria e intensidad que las producidas por las fuerzas eléctricas en el primer caso.
A. Einstein. Sobre la electrodinámica de los cuerpos en movimiento (1905)

Un requisito primordial sobre las descripciones en diferentes marcos de referencia es que sean consistentes. La coherencia es un problema, porque la mecánica newtonianiana predice una transformación (la llamada invarianza galileana) para las fuerzas que impulsan las cargas y causan la corriente, mientras que la electrodinámica expresada por las ecuaciones de Maxwell predice que los campos que dan origen a estas fuerzas se transforman de manera diferente (según la invariancia de Lorentz). Las observaciones de la aberración de la luz, que culminaron con el experimento de Michelson y Morley, establecieron la validez de la invariancia de Lorentz, y el desarrollo de la teoría de la relatividad especial resolvió el desacuerdo resultante con la mecánica newtoniana. La relatividad especial revisó la transformación de fuerzas en sistemas de referencia en movimiento para que fuera consistente con la invariancia de Lorentz. Los detalles de estas transformaciones se analizan a continuación.
Además de la coherencia, sería bueno consolidar las descripciones para que sean independientes del marco de referencia. Una pista para una descripción independiente del marco de referencia es la observación de que los campos magnéticos en un marco de referencia se convierten en campos eléctricos en otro marco. Asimismo, la porción solenoidal de los campos eléctricos (la porción que no se origina por cargas eléctricas) se convierte en un campo magnético en otro marco: es decir, los campos eléctricos solenoidales y los campos magnéticos son aspectos de la misma cosa. Eso significa que la paradoja de diferentes descripciones puede ser solo semántica. Una descripción que utiliza potenciales escalares y vectoriales φ y A en lugar de B y E evita la trampa semántica. Un cuadrivector Aα = (φ / c, A) reemplaza E' y B y proporciona una descripción independiente del marco de referencia (aunque menos visual que la descripción de E– B). Una unificación alternativa de descripciones es pensar en la entidad física como en un tensor de campo electromagnético, tal y como se describe más adelante. Este tensor contiene los campos E y B como componentes y tiene la misma forma en todos los marcos de referencia.

## Antecedentes
Los campos electromagnéticos no son observables directamente. La existencia de campos electromagnéticos clásicos se puede inferir del movimiento de partículas cargadas, cuyas trayectorias son observables. Los campos electromagnéticos explican los movimientos observados de las partículas cargadas en la teoría clásica.
Un requisito importante en la física es que todos los observadores del movimiento de una partícula estén de acuerdo con la trayectoria de la partícula. Por ejemplo, si un observador nota que una partícula choca con el centro de una diana, entonces todos los observadores deben llegar a la misma conclusión. Este requisito impone limitaciones a la naturaleza de los campos electromagnéticos y a su transformación de un marco de referencia a otro. También impone restricciones a la manera en que los campos afectan a la aceleración y, por lo tanto, a las trayectorias de las partículas cargadas.
Quizás el ejemplo más simple, al que Einstein hizo referencia en su artículo de 1905 en el que presentó la teoría de la relatividad especial, es el problema de un conductor que se mueve en el campo de un imán. En el marco del imán, el conductor experimenta una fuerza magnética. En el marco del conductor que se mueve con respecto al imán, el conductor experimenta una fuerza debida a un campo eléctrico. El campo magnético en el marco magnético y el campo eléctrico en el marco del conductor deben generar resultados consistentes en el conductor. En la época de Einstein, en 1905, las ecuaciones de campo representadas por las ecuaciones de Maxwell eran adecuadamente consistentes. Sin embargo, la ley del movimiento de Newton tuvo que modificarse para obtener trayectorias de las partículas consistentes.

## Transformación de campos, asumiendo transformaciones galileanas

Impulso de Lorentz de una carga eléctrica. Arriba: La carga está en reposo en el marco de referencia F, por lo que este observador ve un campo eléctrico estático. Un observador en otro marco F′ se mueve con velocidad v relativa a F, y ve que la carga se mueve con velocidad −v con un campo eléctrico alterado E debido a la contracción de la longitud y un campo magnético B debido al movimiento de la carga. Abajo: Configuración similar, con la carga en reposo en el marco de referencia F′.

Suponiendo que el marco de referencia del imán y el marco de referencia del conductor están relacionadas entre sí por una transformación de Galileo, es sencillo calcular los campos y las fuerzas en ambos. Esto demostrará que la corriente inducida es la misma en ambos casos. Como resultado adicional, este argumento también permite obtener una fórmula general para los campos eléctricos y magnéticos en un sistema de referencia en términos de los campos en el otro sistema de referencia.
En realidad, los marcos de referencia no están relacionados por una transformación galileana, sino por una transformación de Lorentz. Sin embargo, será una transformación galileana con una muy buena aproximación, a velocidades mucho menores que la de la luz.
Las magnitudes no marcadas con un apóstrofe corresponden al marco del imán en reposo, mientras que las cantidades con apóstrofe corresponden al marco del conductor en reposo. Sea v la velocidad del conductor, visto desde el marco de referencia del imán.

### Marco de referencia del imán
En el marco del imán en reposo , el campo magnético es un campo fijo B(r), determinado por la estructura y forma del imán. El campo eléctrico es cero.
En general, la fuerza ejercida sobre una partícula de carga q en el conductor por el campo eléctrico y el campo magnético viene dada por (unidades en el sistema internacional):
{\displaystyle \mathbf {F} =q\left(\mathbf {E} +\mathbf {v} \times \mathbf {B} \right),}
donde {\displaystyle q} es la carga de la partícula, {\displaystyle \mathbf {v} } es la velocidad de la partícula y F es la fuerza de Lorentz. Aquí, sin embargo, el campo eléctrico es cero, por lo que la fuerza sobre la partícula es
{\displaystyle \mathbf {F} =q\mathbf {v} \times \mathbf {B} .}

### Marco de referencia del conductor
En el marco del conductor existe un campo magnético variable en el tiempo B′ relacionado con el campo magnético B en el marco de referencia del imán según la expresión:
{\displaystyle \mathbf {B} '(\mathbf {r'} ,t')=\mathbf {B} (\mathbf {r_{t'}} )} donde {\displaystyle \mathbf {r_{t'}} =\mathbf {r'} +\mathbf {v} t'}
En este marco, hay un campo eléctrico y su curvatura está dada por la ecuación de Maxwell-Faraday:
{\displaystyle {\boldsymbol {\nabla }}\times \mathbf {E} '=-{\frac {\partial \mathbf {B} '}{\partial t'}}.}
Esto produce:
{\displaystyle \mathbf {E} '=\mathbf {v} \times \mathbf {B} .}
Esto es debido a que si un conductor se mueve a través de un campo B con un gradiente {\displaystyle \partial B_{z}/\partial z}, en el eje z con velocidad constante {\displaystyle v_{z}=\partial z/\partial t}, se deduce que en el marco del conductor :{\displaystyle {\frac {\partial B'_{z}}{\partial t}}=v_{z}{\frac {\partial B_{z}}{\partial z}}=-(\nabla \times \mathbf {E'} )_{z}={\frac {\partial E'_{x}}{\partial y}}-{\frac {\partial E'_{y}}{\partial x}}.} Se puede ver que esta ecuación es consistente con {\displaystyle \mathbf {E'} =\mathbf {v} \times \mathbf {B} =v_{z}B_{x}{\hat {y}}-v_{z}B_{y}{\hat {x}},} determinando {\displaystyle \partial E'_{x}/\partial y} y {\displaystyle \partial E_{y}'/\partial x} a partir de esta expresión y sustituyéndola en la primera expresión mientras se usa {\displaystyle \nabla \cdot \mathbf {B} ={\frac {\partial B_{x}}{\partial x}}+{\frac {\partial B_{y}}{\partial y}}+{\frac {\partial B_{z}}{\partial z}}=0.} Incluso en el límite de gradientes pequeños infinitesimales {\displaystyle \partial B_{z}/\partial z} estas relaciones se mantienen y, por lo tanto, la ecuación de la fuerza de Lorentz también es válida si el campo magnético en el marco del conductor no varía con el tiempo. A velocidades relativistas se necesita un factor de corrección (consúltese electromagnetismo clásico y relatividad especial y la transformación de Lorentz).
Una carga q en el conductor estará en reposo respecto al marco de referencia del conductor. Por lo tanto, el término de fuerza magnética de la fuerza de Lorentz no tiene ningún efecto y la fuerza sobre la carga viene dada por
{\displaystyle \mathbf {F} '=q\mathbf {E} '=q\mathbf {v} \times \mathbf {B} .}
Esto demuestra que la fuerza es la misma en ambos sistemas de referencia (como sería de esperar) y, por lo tanto, cualquier consecuencia observable de esta fuerza, como la corriente inducida, también sería la misma en ambos sistemas, a pesar de que se considera que la fuerza es una fuerza eléctrica en el marco de referencia del conductor y una fuerza magnética en el del imán.

### Fórmula de transformación galileana para campos
Se puede presentar un argumento similar si el marco de referencia del imán también contiene campos eléctricos (la ley de Ampère también entra en juego, explicando cómo, en el marco del conductor, este campo eléctrico en movimiento contribuirá a generar un campo magnético). El resultado es que, en general,
{\displaystyle {\begin{aligned}\mathbf {E} '&=\mathbf {E} +\mathbf {v} \times \mathbf {B} \\[1ex]\mathbf {B} '&=\mathbf {B} -{\frac {1}{c^{2}}}\mathbf {v} \times \mathbf {E} ,\end{aligned}}}
siendo c la velocidad de la luz en el vacío.
Al conectar estas reglas de transformación con las ecuaciones de Maxwell completas, se puede ver que si las ecuaciones de Maxwell son verdaderas en un marco de referencia, entonces son casi verdaderas en el otro, pero contienen términos incorrectos según la transformación de Lorentz, y las ecuaciones de transformación de campo también deben cambiarse, de acuerdo con las expresiones que se dan a continuación.

## Transformación de campos según lo predicho por las ecuaciones de Maxwell
En un marco de referencia que se mueve a velocidad v, el campo E en el marco en movimiento cuando no hay ningún campo E en el marco del imán estacionario, las  ecuaciones de Maxwell toman la forma:
{\displaystyle \mathbf {E} '=\gamma \mathbf {v} \times \mathbf {B} }
donde
{\displaystyle \gamma ={\frac {1}{\sqrt {1-{(v/c)}^{2}}}}}
se llama Factor de Lorentz y c es la velocidad de la luz en el vacío. Este resultado es una consecuencia de requerir que los observadores en todos los sistema de referencia inercial lleguen a la misma forma para las ecuaciones de Maxwell. En particular, todos los observadores deben ver la misma velocidad de la luz c. Ese requisito conduce a la transformación de Lorentz para el espacio y el tiempo. Suponiendo una transformación de Lorentz, la invariancia de las ecuaciones de Maxwell conduce a la anterior transformación de los campos para este ejemplo.
En consecuencia, la fuerza sobre la carga es
{\displaystyle \mathbf {F} '=q\mathbf {E} '=q\gamma \mathbf {v} \times \mathbf {B} .}
Esta expresión difiere de la expresión obtenida de la ley del movimiento de Newton no relativista por un factor de {\displaystyle \gamma }. La relatividad especial modifica el espacio y el tiempo de tal manera que las fuerzas y los campos se transforman consistentemente.

## Modificación de la dinámica para mantener la coherencia con las ecuaciones de Maxwell

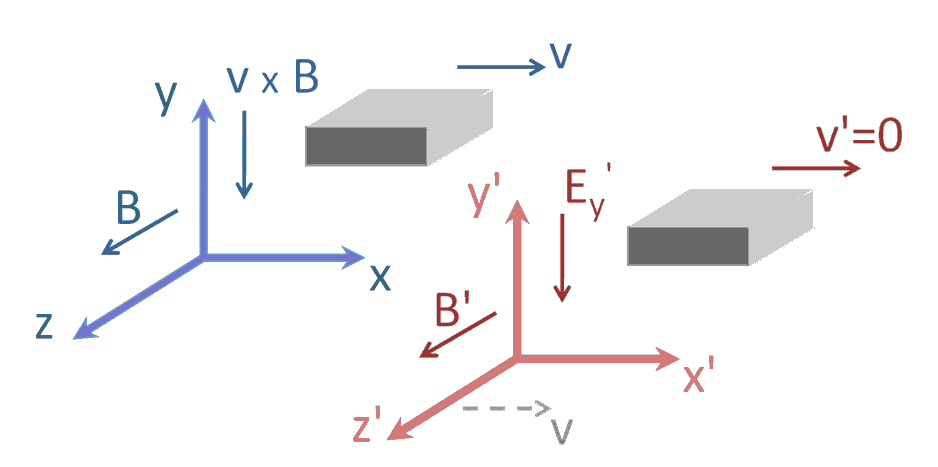
Figura 1: Barra conductora vista desde dos marcos de referencia inerciales. En un marco, la barra se mueve con velocidad v; en el marco marcado con apóstrofe la barra permanece estacionaria porque el marco se mueve a la misma velocidad que la barra. El campo B varía según la posición en la dirección x

La fuerza de Lorentz tiene la misma forma en ambos marcos, aunque los campos difieren, a saber:
{\displaystyle \mathbf {F} =q\left[\mathbf {E} +\mathbf {v} \times \mathbf {B} \right].}
De acuerdo con la Figura 1, para simplificar, considérese que el campo magnético apunte en la dirección z y varíe con la ubicación x, y que el conductor se traslade en la dirección x positiva con velocidad v. En consecuencia, en el marco de referencia del imán donde se mueve el conductor, la fuerza de Lorentz apunta en la dirección y negativa, perpendicular tanto a la velocidad como al campo B. La fuerza sobre una carga, aquí debida solo al campo B, es
{\displaystyle F_{y}=-qvB,}
mientras que en el sistema de referencia del conductor donde se mueve el imán, la fuerza también está en la dirección y negativa, y ahora se debe solo al campo 'E con un valor:
{\displaystyle {F_{y}}'=qE'=-q\gamma vB.}
Las dos fuerzas se diferencian por el factor de Lorentz γ. Sin embargo, esta diferencia es esperable en una teoría relativista debido al cambio en el espacio-tiempo entre sistemas de referencia inerciales, como se analiza a continuación.
La relatividad toma la transformación de Lorentz del espacio-tiempo sugerida por la invariancia de las ecuaciones de Maxwell y la impone también a la dinámica (mediante una revisión de las leyes de Newton). En este ejemplo, la transformación de Lorentz afecta solo a la dirección x (el movimiento relativo de los dos marcos de referencia es en la dirección x). Las relaciones que conectan el tiempo y el espacio son (las unidades con apóstrofe denotan el marco del conductor en movimiento):
{\displaystyle {\begin{aligned}x'&=\gamma \left(x-vt\right),&x&=\gamma \left(x'+vt'\right),\\[1ex]t'&=\gamma \left(t-{\tfrac {vx}{c^{2}}}\right),&t&=\gamma \left(t'+{\tfrac {vx'}{c^{2}}}\right).\end{aligned}}}
Estas transformaciones conducen a un cambio en la componente y de la fuerza:
{\displaystyle {F_{y}}'=\gamma F_{y}.}
Es decir, dentro de la invariancia de Lorentz, la fuerza no es la misma en todos los marcos de referencia, a diferencia de lo que sucede en la invariancia galileana. Pero, del análisis anterior basado en la ley de fuerzas de Lorentz:
{\displaystyle \gamma F_{y}=-q\gamma vB,\quad {F_{y}}'=-q\gamma vB,}
lo que está completamente de acuerdo. Entonces, la fuerza sobre la carga no es la misma en ambos marcos de referencia, pero se transforma como se esperaba según la relatividad.